# The Man Who Sold the World (canção)
Este artigo é sobre a canção. Para o álbum, ver The Man Who Sold the World.
"The Man Who Sold The World" é uma canção composta por David Bowie, presente no seu álbum de mesmo nome de 1970. A canção foi regravada por vários artistas, notavelmente por Lulu em 1974 e pelo Nirvana em 1993.

## Letra e inspiração
Eu acho que eu escrevi esta canção porque havia uma parte de mim que eu estava procurando... Esta canção para mim sempre exemplificou como você se sente quando é jovem, quando você sabe que há um pedaço de si mesmo que você ainda não uniu - você tem essa grande busca, essa grande necessidade de descobrir quem você realmente é.

—David Bowie, numa entrevista para a BBC Radio 1, programa ChangesNowBowie (1997).
O título é similiar ao do livro The Man Who Sold the Moon, escrito em 1949 por Robert A. Heinlein, e no qual Bowie deveria ter lido ou simplesmente conhecido. Contudo, a letra da canção não possui paralelos com a história do livro. Todas as canções do álbum homônimo nos apresentam um Bowie interessado na filosofia de Super Homem de Friedrich Nietzsche e muito provavelmente há a possibilidade de "o homem que vendeu o mundo" ser Deus (na teoria de Nietzsche, Deus Está Morto, daí a canção dizer: I thought you died alone, a long long time ago), ou mesmo o próprio Super-Homem. Há também a hipótese da temática da canção girar em torno de um doppelgänger, monstro folclórico antigo, como é sugerido no refrão, em que  "I never lost control" é substituído depois por "We never lost control".
Mas, como escreve James E. Perone, biógrafo e estudioso de David Bowie,
"Bowie se encontra com o personagem-título, mas não é claro o que a frase diz, ou exatamente quem é esse homem. … A única coisa que a canção faz é retratar, elusivamente, o personagem-título como mais um dos vários exemplos de pessoas excluídas da sociedade que povoam o álbum.
Como várias outras faixas do álbum de Bowie, a temática da canção tem sido comparada às obras de horror de H. P. Lovecraft. Sua letra também reflete a preocupação de Bowie com personalidades lascadas ou múltiplas, e acredita-se ter sido parcialmente inspirada pelo poema de "Antigonish" de William Hughes Mearns:
| “ | Last night I saw upon the stair A little man who wasn’t there He wasn’t there again today Oh, how I wish he’d go away… | ” |

Em 1997, quando perguntado sobre a canção durante uma programação especial dedicada à sua carreira na BBC Radio 1, Bowie respondeu: "Acho que escrevi essa canção porque havia uma parte de mim mesmo que eu estava procurando. Talvez agora que eu me sinto mais confortável com a maneira em que eu vivo e com meu estado mental (risos) e também meu estado espiritual, ou o que quer que seja, sinto que há uma espécie de unidade agora. Para mim, essa música sempre exemplificou o jeito que você se sente quando ainda é jovem, quando existe uma parte de você mesmo que ainda não foi encontrada e juntada. E você tem essa grande busca, esta grande necessidade de descobrir quem você realmente é."

## Regravações

### Versão de Lulu
Lulu foi a primeira artista a regravar a canção, em 1974, num "estilo leve, e quase de cabaré". Sua versão foi realizada como single em 11 de janeiro de 1974, e alcançou a terceira posição nas paradas britânicas. O próprio Bowie encarregou-se da produção dessa versão, juntamente com seu colega e guitarrista Mick Ronson, durante as sessões do álbum Pin Ups, e também contribuiu com guitarras, saxofone e vocais. Ronson tocou guitarra, Trevor Bolder baixo, Mike Garson piano, e Aynsley Dunbar bateria.

### Versão de Richard Barone
Richard Barone regravou a canção em 1987 em seu álbum Cool Blue Halo, usando violoncelo, violão e percussão sinfônica em um ambiente íntimo ao vivo.

### Versão de Nirvana
Em sua Lista dos 50 Álbuns Favoritos, Kurt Cobain do Nirvana posiciou o álbum The Man Who Sold the World em 45º lugar. Em 1993, a banda resolveu fazer uma rendição ao vivo da canção em sua apresentação no MTV Unplugged, e ela foi incluída no ano seguinte no álbum MTV Unplugged in New York. A canção foi então realizada como single promocional para o álbum e foi muito tocada nas rádios. Não deixou também de passar frequentemente um trecho da apresentação ao vivo como clipe da MTV. O Nirvana realizou covers da canção regularmente depois disso até a morte do vocalista em 1994.
A versão do Nirvana foi a mais famosa, chegando a ofuscar, inclusive, seu próprio criador, David Bowie. Por causa disso, mais tarde Bowie certa vez lamentou-se que muitas vezes encontrava "crianças que vinham mais tarde dizendo: Legal que você tem cantado uma música do Nirvana. E quando isso acontecia, eu pensava comigo mesmo: 'Vão se fuder, seus pequenos perturbadores!'".

#### Paradas musicais
| Chart (1995)                             | Posição |
| ---------------------------------------- | ------- |
| RPM Singles Chart canadense              | 22      |
| França                                   | 34      |
| Polônia                                  | 1       |
| Eslovaca                                 | 4       |
| Suécia                                   | 1       |
| EUA Billboard Hot Modern Rock Tracks     | 6       |
| EUA Billboard Hot Mainstream Rock Tracks | 12      |
| EUA Billboard Hot 100 Airplay            | 39      |

### Outroscovers
- Midge Ure fez uma versão para a trilha sonora do filme Party Party (1982). Esta versão também foi incluída no álbum No Regrets: The Very Best of Midge Ure, e nas compilações The David Bowie Songbook e Starman: Rare and Exclusive Versions of 18 Classic David Bowie Songs, CD promocional da edição de Março de 2003 da revista Uncut. A mesma versão da música pode ser encontrada na trilha do videogame Metal Gear Solid V: The Phantom Pain, lançado em 2015.
- Here & Now em seu álbum Fantasy Shift (1983).
- Električni Orgazam no álbum Les Chansones Populaires (1983).
- Ed Kuepper no álbum The Exotic Mail Order Moods of Ed Kuepper (1995).
- Suede tocou uma rara versão cover durante a passagem de som em uma turnê nos EUA (1995).
- Simple Minds no álbum de covers Neon Lights (2001).
- 3 Melancholy Gypsys sampleou a versão do Nirvana na canção "2010" que aparece no álbum Legendary Music, Vol. 1do grupo Living Legends.
- Jordis Unga em Rock Star INXS, também lançado como single digital.
- Cocosuma em BowieMania: Mania, une collection obsessionelle de Beatrice Ardisson (2007).
- Apoptygma Berzerk usa a melodia da guitarra para execução ao vivo da canção Mourn, que pode ser ouvida no álbum APBL2000 (2001).
- Cross Canadian Ragweed também fez vários covers da música em diferentes ocasiões.
- Os Meat Puppets também fizeram uma versão da música.
- Nine Inch Nails também fizeram covers e compilações não só desta, mas de muitas outras músicas de Bowie.
- John Cougar Mellencamp incluiu um cover como faixa bônus do álbum The Kid Inside (1983).
- Marcus Van Heller no álbum Hero: The Main Man Records Tribute to David Bowie (2007).
- Mohsen Namjoo usou o riff principal na música Morq-e Sheidâ.